# Bisdom Tempio-Ampurias
Het bisdom Tempio-Ampurias (Latijn: Dioecesis Templensis-Ampuriensis; Italiaans: Diocesi di Tempio-Ampurias) is een op het Italiaanse eiland Sardinië gelegen rooms-katholiek bisdom met zetel in de stad Tempio Pausania. Het bisdom behoort tot de kerkprovincie Sassari en is, samen met de bisdommen Alghero-Bosa en Ozieri, suffragaan aan het aartsbisdom Sassari.

## Geschiedenis
Het bisdom Tempio ontstond in de 4e eeuw en het bisdom Ampurias in de 12e eeuw. In 1506 werden de twee bisdommen door paus Julius I verenigd. Op 30 september 1986 kreeg het bisdom zijn huidige naam.

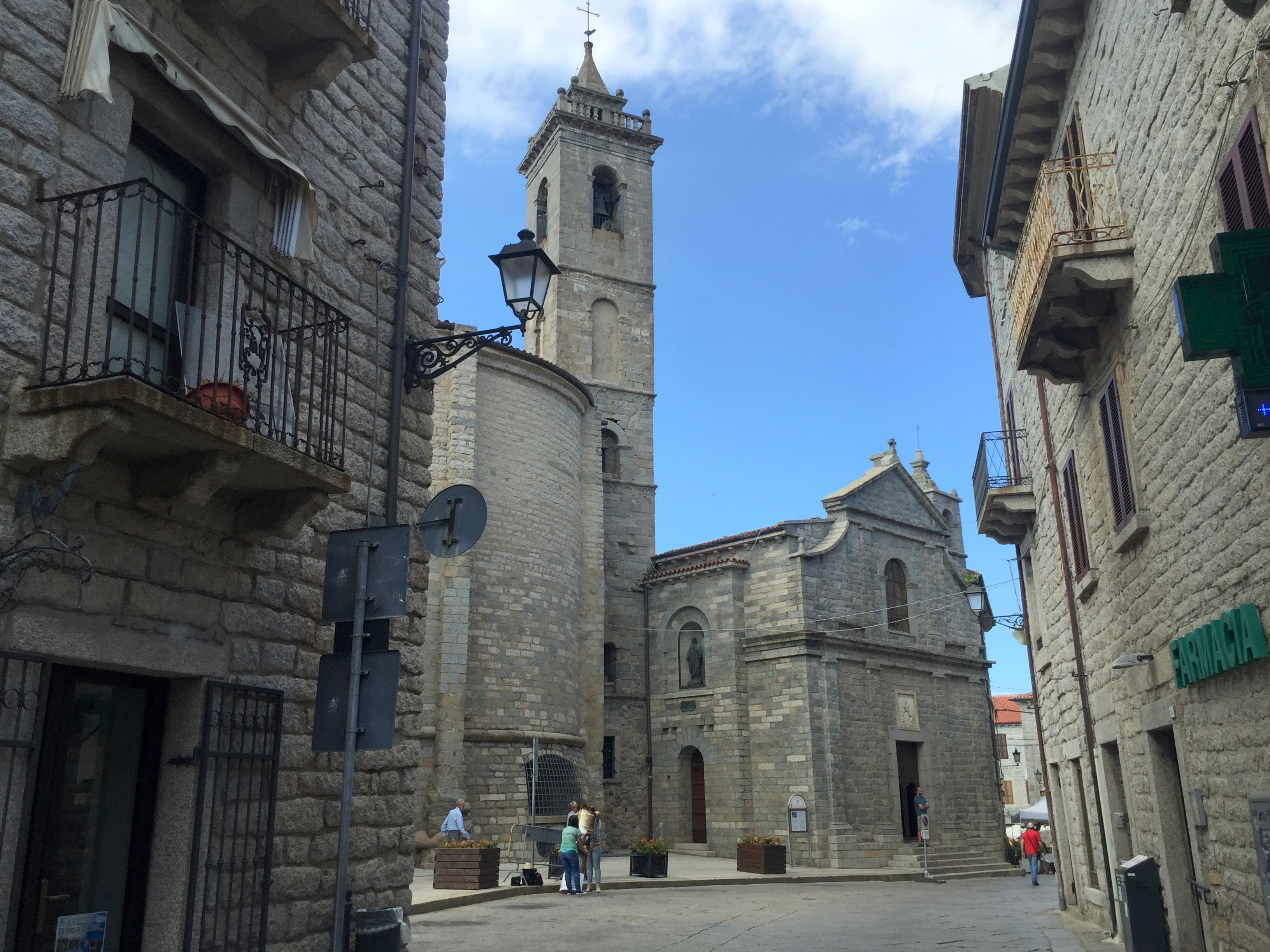
Kathedraal van Tempio
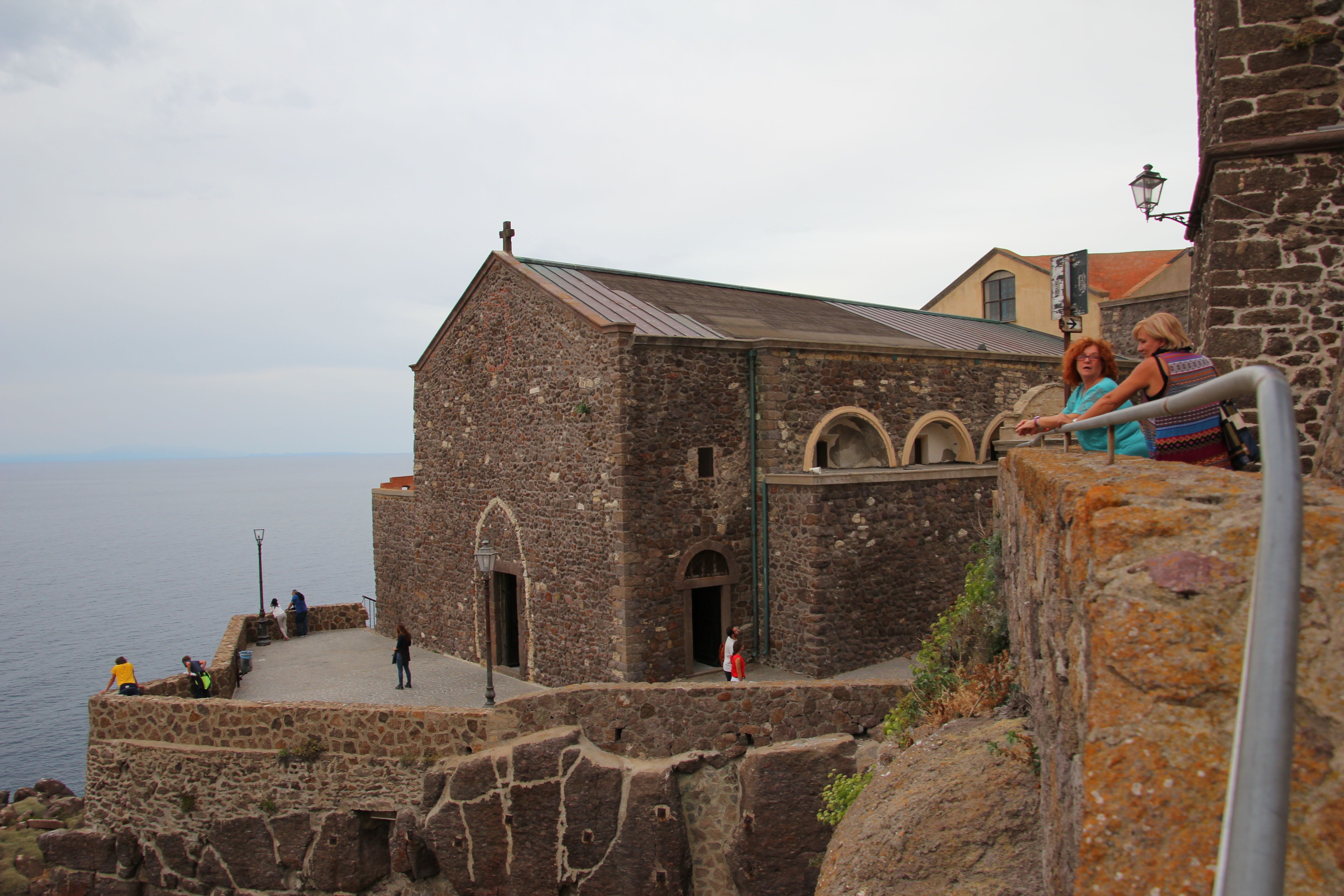
Cokathedraal van Castelsardo